# XRender
X Rendering Extension (communément appelée XRender ou Render) est une extension au Serveur X qui permet à ce dernier de gérer la transparence et l'anti-aliasing (couche alpha), en utilisant les capacités de calcul des cartes graphiques. Elle a été écrite par Keith Packard en 2000 et intégrée pour la première fois dans la version 4.0.1 de XFree86. On la retrouve aujourd'hui dans X.Org lequel peut en tirer spécialement profit via EXA (et son successeur : UXA). Le gestionnaire de fenêtres Metacity ou encore la bibliothèque logicielle graphique libre Cairo en font usage.